# هیل اند دیل (کنتاکی)
هیل اند دیل (به انگلیسی: Hills and Dales) شهری در ایالت کنتاکی کشور ایالات متحده آمریکا است که جمعیت آن در سرشماری سال ۲۰۱۰ میلادی، ۱۴۲ نفر بوده‌است.